# Kupé (tåg)

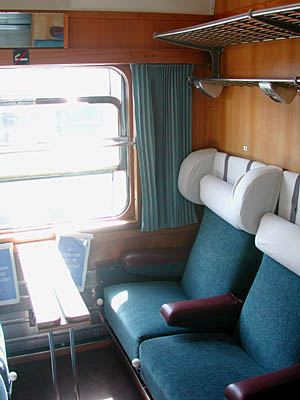
En svensk 1 klass tågkupé från 1960-talet. En tysk 1 klass tågkupé från samma tid har snarlikt utseende

Kupé är en avskild avdelning i en järnvägsvagn. En kupé i personvagnar är en avdelning för ett mindre antal resenärer som reser åtskilda från övriga passagerare. Det finns olika typer av kupéer, som sittkupé, liggkupé, sovkupé och konferenskupé. En postkupé är en järnvägsvagn eller del därav, som tas i anspråk för transport av post.